# LIPS
Singles de KAT-TUN
en
(2007) Don't U Ever Stop
(2008)
LIPS est le 6e single du groupe KAT-TUN sorti sous le label J-One Records le 6 février 2008 au Japon. Il atteint la 1re place du classement de l'Oricon. Il se vend à 351 294 exemplaires la première semaine et reste classé 15 semaines, pour un total de 421 902 exemplaires vendus. Il sort en format CD, CD First Press et CD+DVD.
LIPS a été utilisé comme thème musical pour le drama 1 Pound no Fukuin dans lequel joue Kamenashi Kazuya. LIPS est présente sur l'album Queen of Pirates Kat-Tun III.

## Liste des titres
| 1. | LIPS                    | Axel-G | Yukihide“YT”Takiyama | 4:21 |
| 2. | LOVE                    | Axel-G | Erik Lidbom          | 3:14 |
| 3. | LIPS (Original Karaoke) | Axel-G | Yukihide“YT”Takiyama | 4:21 |
| 4. | LOVE (Original Karaoke) | Axel-G | Erik Lidbom          | 3:14 |

| 1. | LIPS                               | Axel-G | Yukihide“YT”Takiyama | 4:21 |
| 2. | LOVE                               | Axel-G | Erik Lidbom          | 3:14 |
| 3. | MESSAGE FOR YOU                    | soba   | Erik Lidbom          | 4:32 |
| 4. | LIPS (Original Karaoke)            | Axel-G | Yukihide“YT”Takiyama | 4:21 |
| 5. | LOVE (Original Karaoke)            | Axel-G | Erik Lidbom          | 3:14 |
| 6. | MESSAGE FOR YOU (Original Karaoke) | soba   | Erik Lidbom          | 4:30 |

| 1. | LIPS | Axel-G | Yukihide“YT”Takiyama | 4:21 |
| 2. | LOVE | Axel-G | Erik Lidbom          | 3:14 |

| 1. | LIPS      |  |
| 2. | Making of |  |